# François de Cuvilliés
François de Cuvilliés (Soignies, Henao, Bélgica, 23 de octubre de 1695 - Múnich, Alemania, 14 de abril de 1768) fue un maestro constructor, escultor, yesero, fabricante de ornamentos y arquitecto alemán nacido en Bélgica al servicio de la corte bávara, reconocido como uno de los maestros del rococó bávaro. Se formó en París con Jacques François Blondel e intentó adaptar el rococó francés al gusto alemán del siglo XVIII.  Su estilo altamente ornamental y rico en motivos vegetales, se difundió por toda Europa gracias a una serie de grabados publicados por él a partir de 1738, ayudando a difundir el gusto y el estilo del rococó. François de Cuvilliés, llamado a veces el Viejo, fue el padre del arquitecto François Cuvilliés el Joven (1731-1777), que le sucedió en la corte bávara.  
De sus obras destaca el Pabellón de Amalienburg en Nymphenburg (1734-1739) y la joya rococó del teatro de la corte en la Residencia de Múnich, llamado en su honor «Teatro de Cuvilliés».

## Biografía

### Primeros años y formación

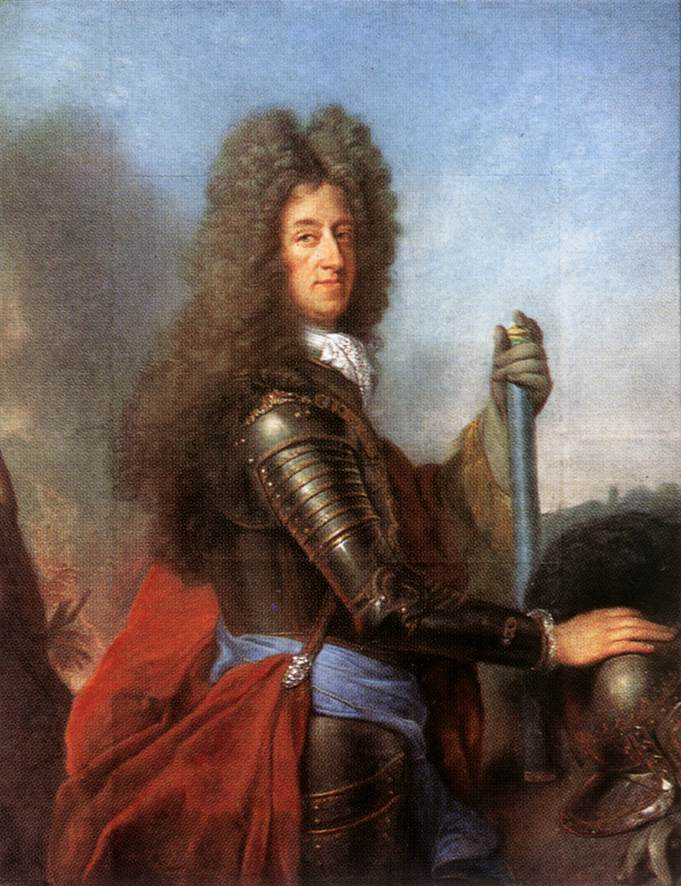
Maximiliano II Emanuel de Baviera (r. 1679-1706, 1714-1726), en cuya corte comenzó a trabajar Cuvilliés y que facilitó su formación artística en París

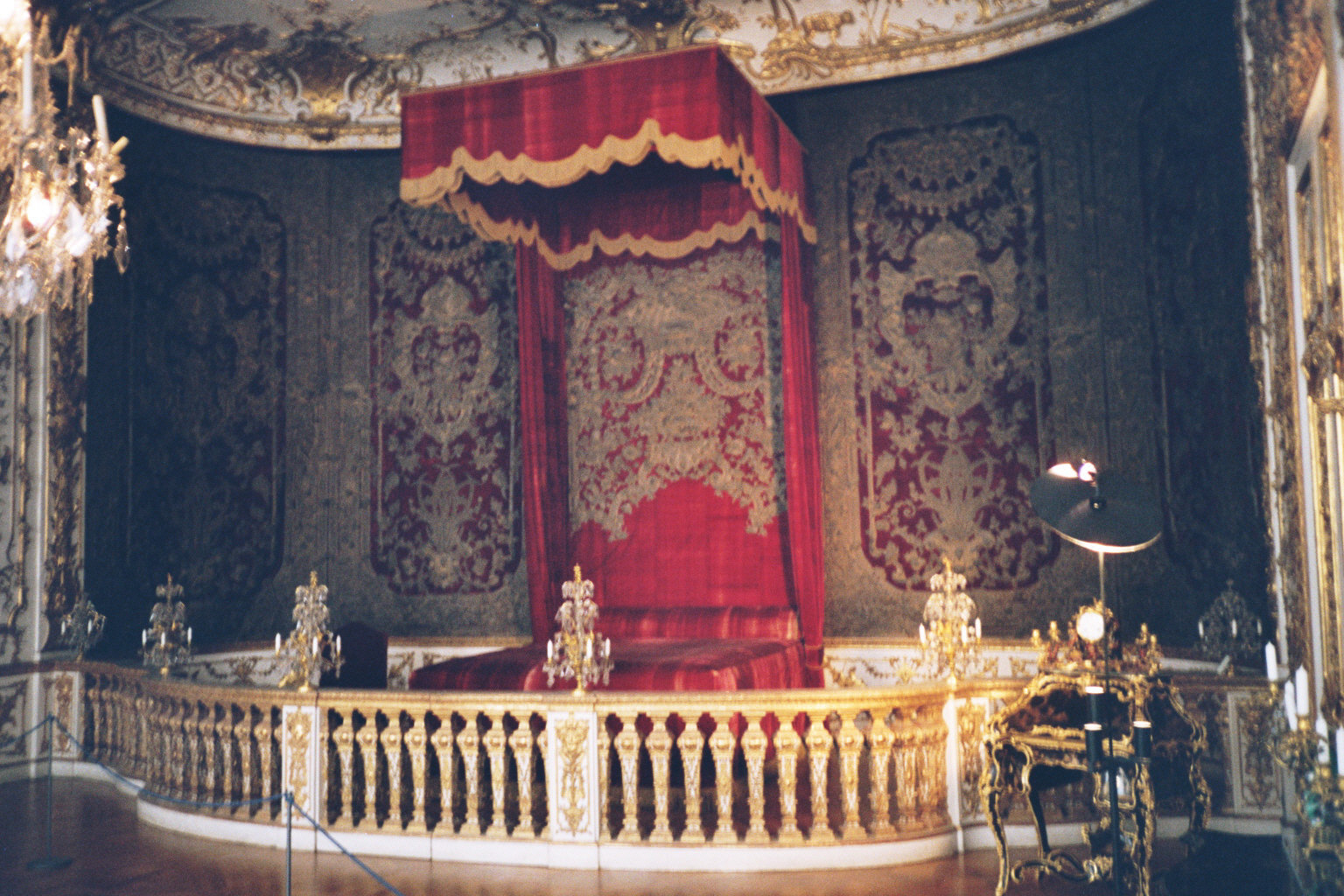
Dormitorio de las "Reichen Zimmer" en la residencia de Múnich

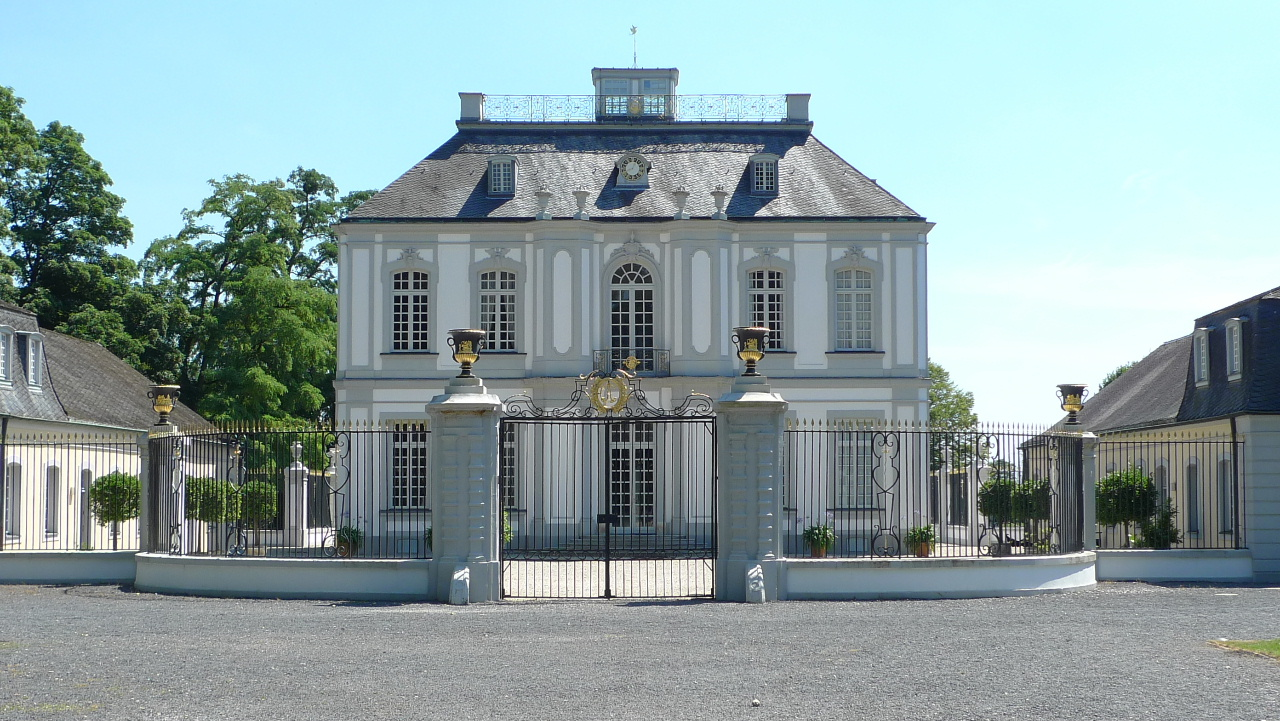
Pabellón de los Palacios de Augustusburg y Falkenlust en Brühl.

Jean François Vincent Joseph Cuvilliés nació el 23 de octubre de 1695 en la pequeña ciudad de Soignies en el condado de Hainaut (hoy Bélgica), que entonces era parte de los Países Bajos españoles, donde el príncipe elector Maximiliano II Emanuel de Baviera era actuaba de gobernador general. Cuvilliés era el penúltimo de una familia de seis hijos.
En 1706, antes de cumplir los once años, encontró acomodo en la corte del soberano en Mons. Maximiliano Emanuel, que tuvo que abandonar Baviera en 1704 tras la derrota de Hochstatt durante la guerra de sucesión española, mantuvo durante su exilio una pequeña corte, primero en Bruselas, luego en Mons, donde se entretenía con obras de teatro, conciertos y cacerías. Cuvilliés era enfermizo y de baja estatura, y el duque elector lo convirtió en su enano de la corte. Siguió a la corte a París, Namur, Compiègne, Saint-Cloud y finalmente, después del Tratado de Rastatt de abril de 1715, a Múnich. 
Cuvilliés, cuyo talento como dibujante había sido ya advertido por el príncipe elector, fue designado en Múnich dibujante de los edificios de la corte, a las órdenes de Joseph Effner (1687-1745), arquitecto de la corte. Como Luis XIV en Francia, el soberano absolutista de Baviera tenía por deber proteger sistemáticamente los talentos particulares de su reino. Así hizo que Cuvilliés estudiara matemáticas y el arte de la fortificación. A pesar de su pequeño tamaño, lo hizo ingresar en 1717, como abanderado, en su regimiento. De esta manera, se encontró con apoyo económico y permaneció en el séquito más cercano de Maximiliano Emanuel, para quien probablemente tuvo que seguir dibujando.
De 1720 a 1724 el príncipe elector lo envió a París para conocer la nueva arquitectura y la decoración de interiores de la época y los últimos movimientos artísticos, estudiando en la Académie royale d'architecture. El «style Régence», que debe su nombre a la regencia (1715-1723) de Felipe II de Orleans durante la minoría de Luis XV y fue el estilo predominante hasta 1730, fue el punto de partida de la futura creación arquitectónica y decorativa de Cuvilliés. Durante su estancia en París, se familiarizó con las reglas de «distribución» (disposición de las habitaciones), de la «conveniencia» (relación correcta entre el tamaño y el grado de decoración de un edificio, y el rango de su dueño) y del «bienséance» (decoro, la medida correcta de decoración de interiores).

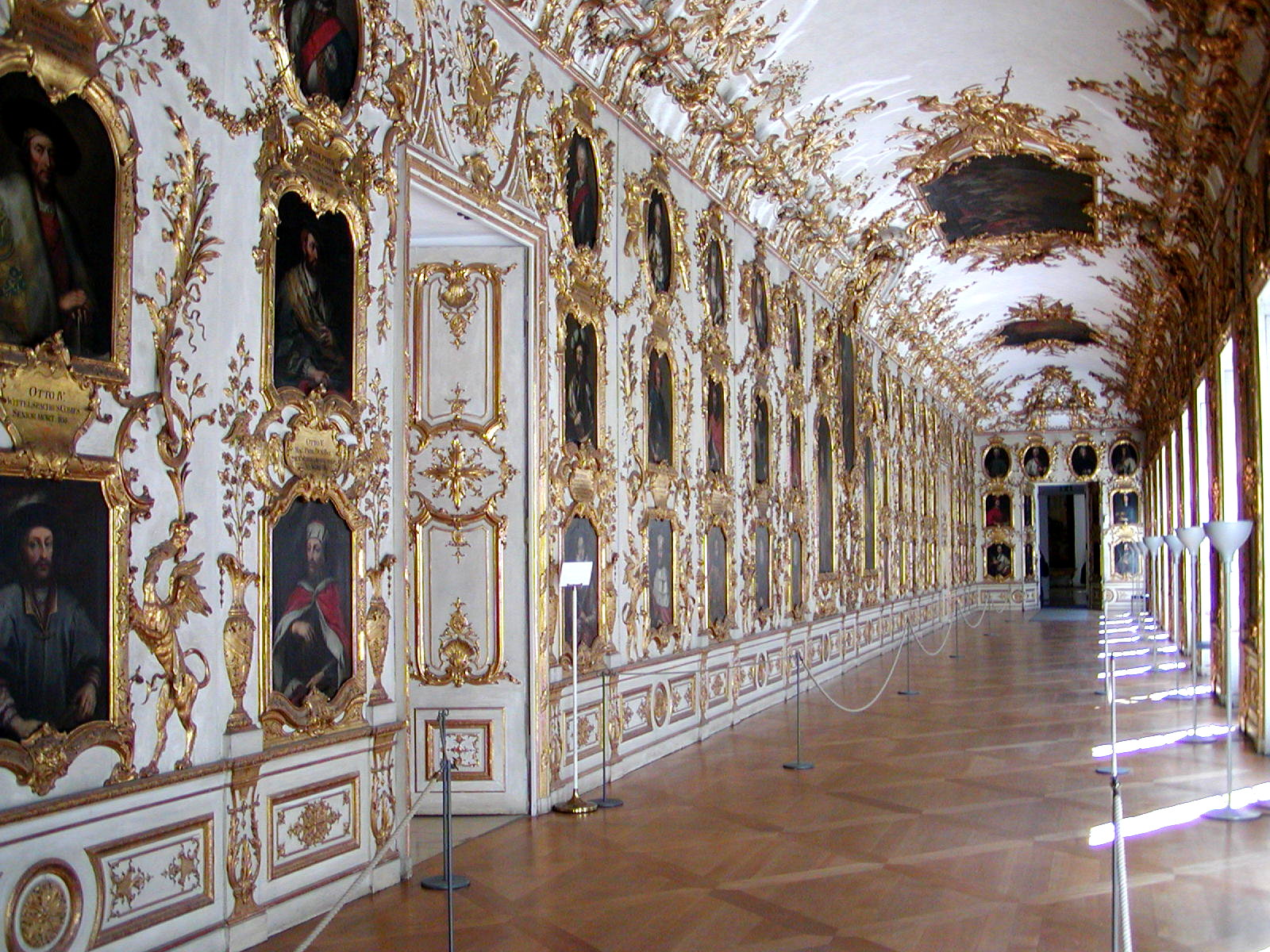
Galería de los Ancestros de la residencia de Múnich

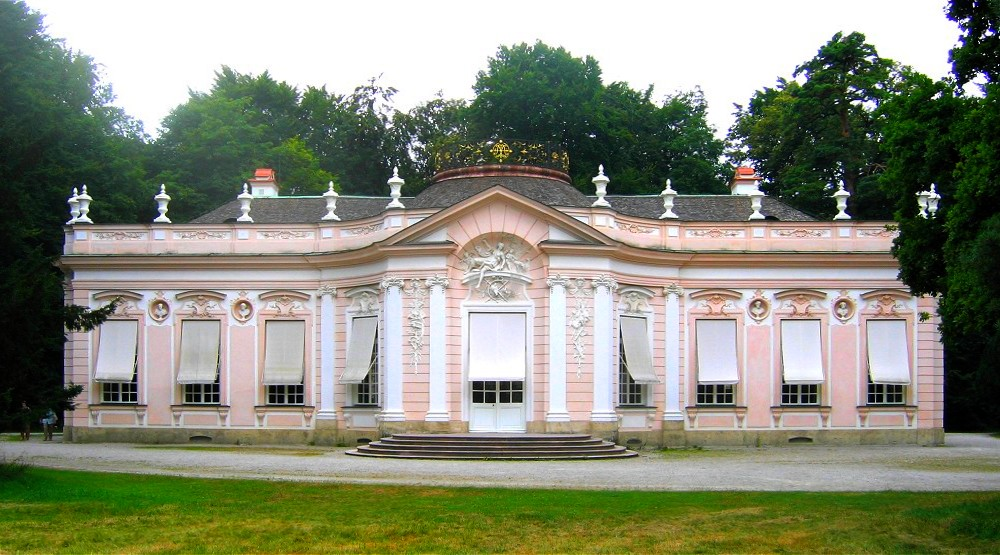
El pabellón de Amalienburg en Nymphenburg.

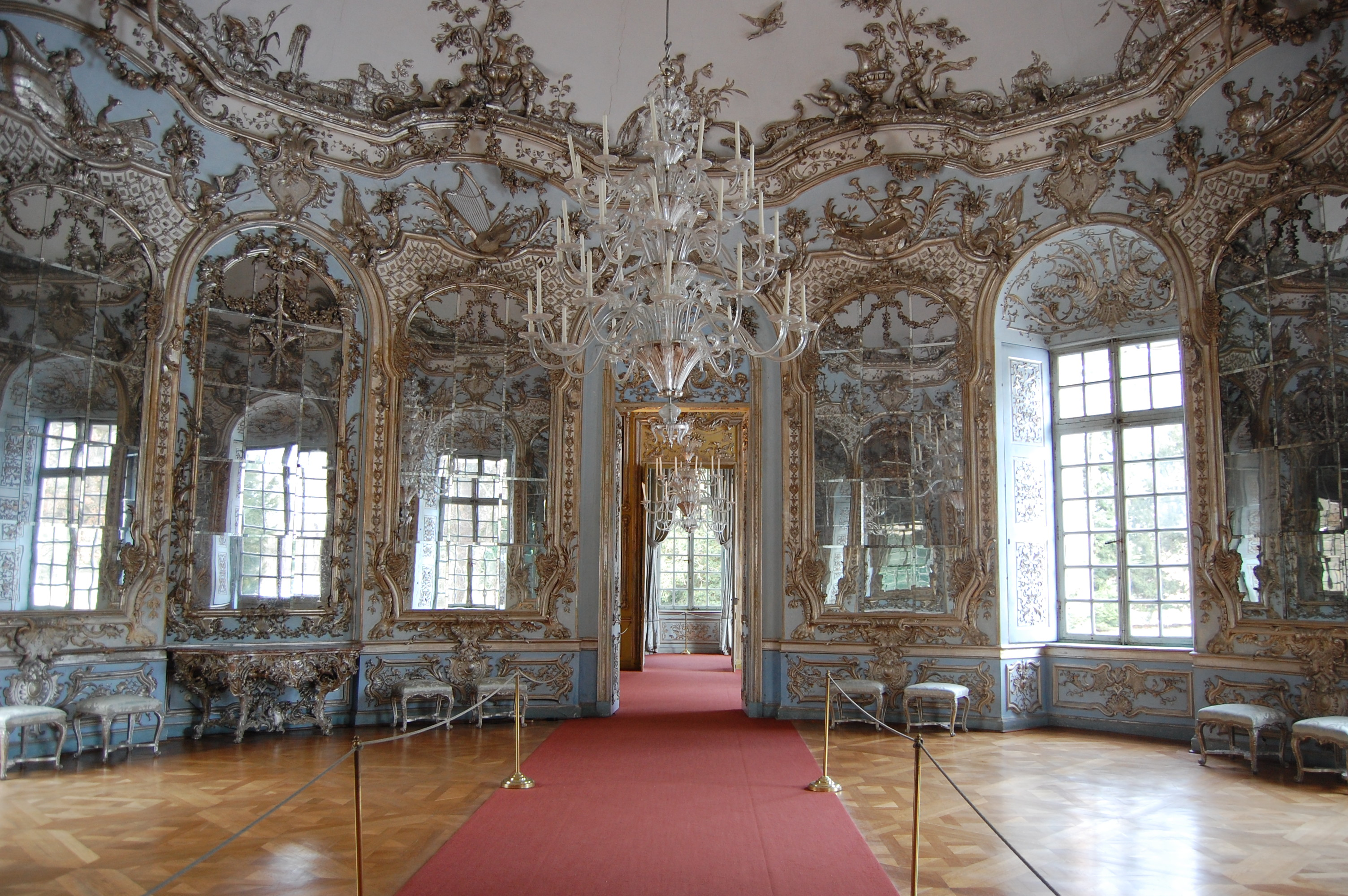
Sala de los Espejos de Amalienburg.

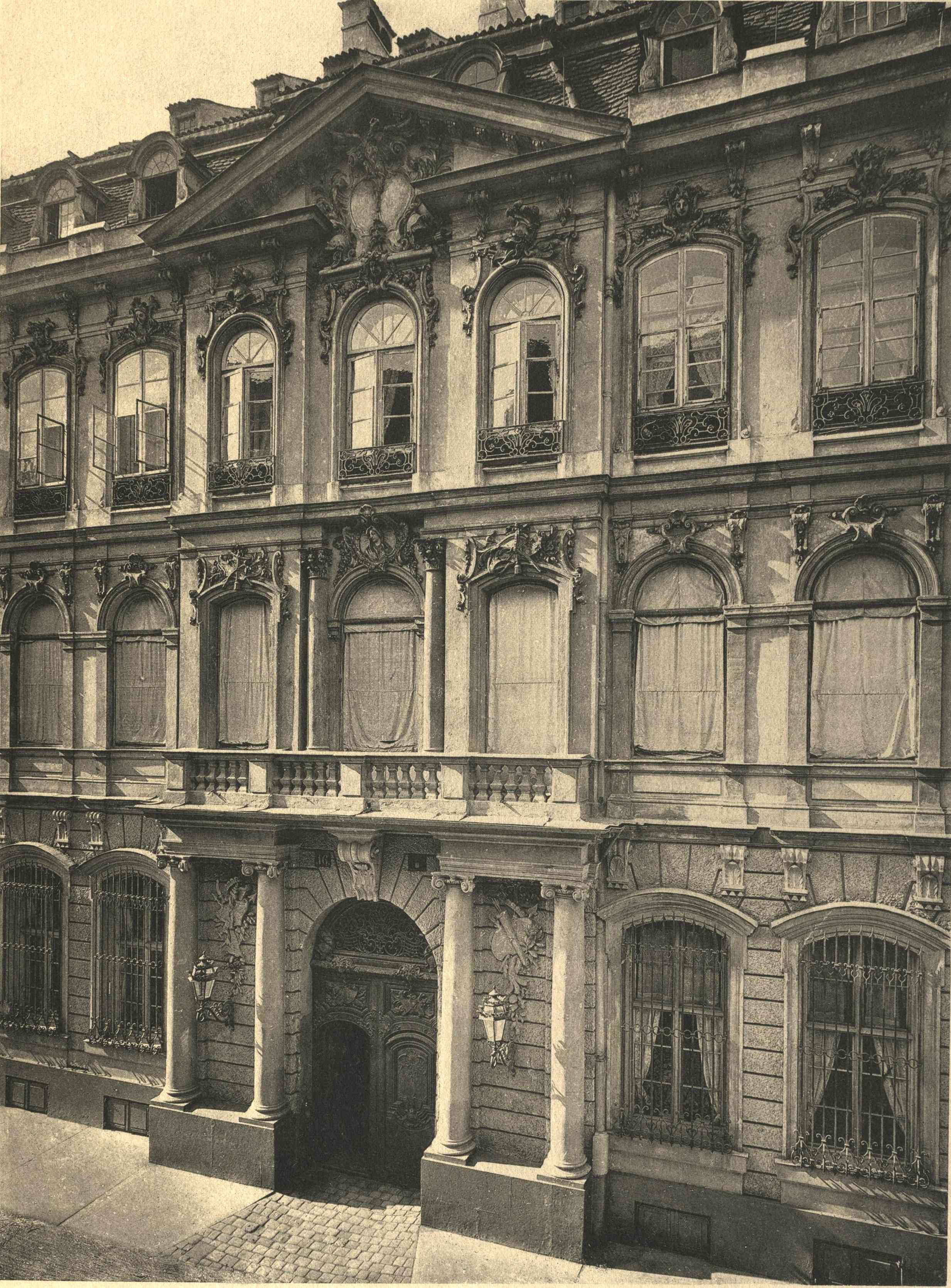
El palacio Piosasque de Non (1728), destruido en la II guerra mundial

### Vida profesional
De regreso en Múnich, Cuvilliés pudo utilizar sus experiencias parisinas para la disposición decorativa del palacio de Schleissheim, ya como maestro de edificios, desde 1725 como arquitecto de la corte electoral bajo las órdenes de Joseph Effner, maestro en jefe de los edificios de la corte. Cuvilliés, que era un subordinado de Effner y no se convirtió hasta 1763 en jefe de los edificios de la corte, pronto lo superó en influencia y fue él quien, de 1730 a 1740, bajo el reinado del príncipe elector Carlos Alberto de Baviera (r. 1726-1745), determinó el estilo en la corte de Múnich gracias a sus grandes dotes como arquitecto y decorador. Effner y Gunetzrhainer no consiguieron apenas encargos. Cuvilliés, que hablaba mal el alemán, no estaba empleado en la administración.
Cuvilliés también trabajó para el hermano del príncipe elector de Baviera, el arzobispo elector de Colonia, Clemente Augusto de Baviera. Le proporcionó diseños para el Palacio de Augustusburg en Brühl (1728-1740) y construyó el pequeño Pabellón de Falkenlust (1729-1734), ambos declarados (Patrimonio de la Humanidad). El pabellón de caza de Falkenlust se estableció como una residencia de placer y, en contraste con el palacio de Augustusburg con su reclamo representativo, dio a sus habitaciones un carácter privado, hogareño e íntimo (gabinete de lacas chinescas).
En la Residencia de Múnich, creó, al principio en trabajo común con Effner, enfiladas de piezas que se conservan hoy —a pesar de la destrucción de la Segunda Guerra Mundial y de las restauraciones que siguieron hasta 2001 con piezas originales rescatadas—, ahora parte del museo de la Residencia: la Galería de los Ancestros (1726-1730) con el antiguo Gabinete del Tesoro, hoy Gabinete de las Porcelanas (1730-1733), y el apartamento de las «Riches Pièces» (salas de aparato) (1729-1733) con la Galería Verde (1731-1734). Con el concurso de los artesanos que llevaron a cabo sus proyectos, Cuvilliés triunfó aquí realizando obras maestras de la decoración de interiores y, a partir del estilo regencia, desarrolló un estilo de corte muy específico. El rococó de Alemania del sur nació en la Residencia Electoral.
El pabellón de Amalienburg (llamado así por la esposa del príncipe elector Carlos Alberto), construido por Cuvilliés entre 1734 y 1739 en los terrenos del parque del palacio de Nymphenburg, representa la cúspide de este estilo de corte de inicios del rococó. Como señalaba la Encyclopædia Britannica de 1911, «su estilo, aunque esencialmente ligero, a menudo es dolorosamente elaborado y extraño. Diseñó espejos y consolas, balaustradas para escaleras, techos y chimeneas, y en muebles, camas y cómodas especialmente».
Las mansiones que construyó en la misma época para la nobleza reflejan ese elegante rococó cortesano. A diferencia de los franceses, se inspiró voluntariamente en los artistas del país y desarrolló un arte de decoración de interiores, donde todas las decoraciones tomaban cada vez más un papel pictórico constructivo, y donde ganaba el ornamento gracias a su abundancia de motivos figurados y figurativos, con una inagotable riqueza de formas. En Múnich trabajó en 1728 en el Palais Piosasque de Non; de 1733 a 1737, en el Palais Holnstein para residencia de Sofía Carolina de Ingenheim, condesa de Holnstein, amante del príncipe-elector Carlos Alberto de Baviera, y de 1743 a 1749 en la reconstrucción del palacio de Haimhausen, un antiguo palacio barroco del siglo XVII para el conde Sigmund von Haimhausen, industrial y político. En Hesse, trabajó en el palacio de Wilhelmsthal (1743-1761), en Calden, cerca de la ciudad de Kassel, un palacio de placer para el landgrave Guillermo VIII de Hesse-Kassel.
Cuvilliés también ayudó a construir la iglesia de Marienmünster de la colegiata en Dießen am Ammersee de 1732 a 1739 (siendo el director Johann Michael Fischer).

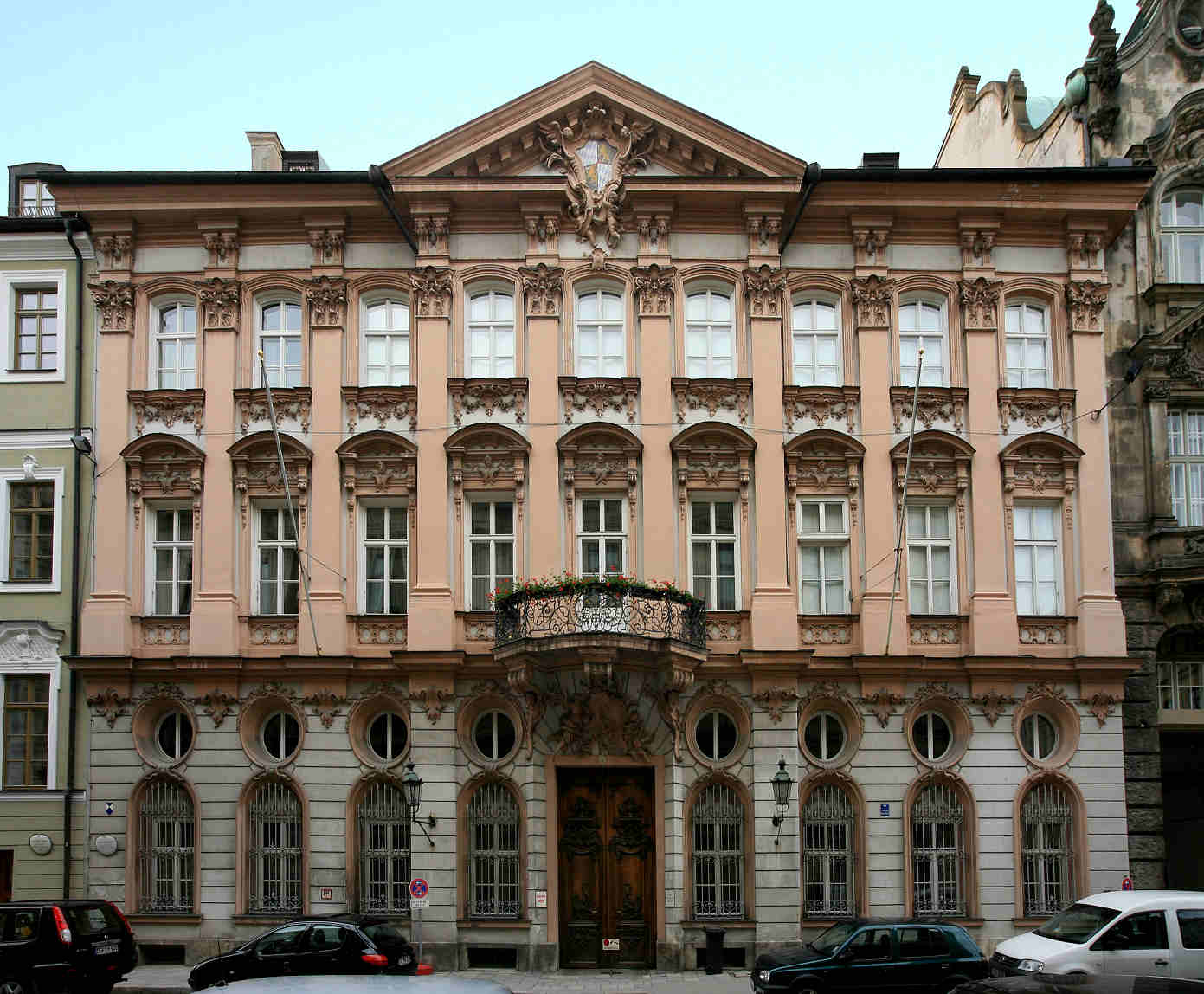
Palais Holnstein (1733-1737)

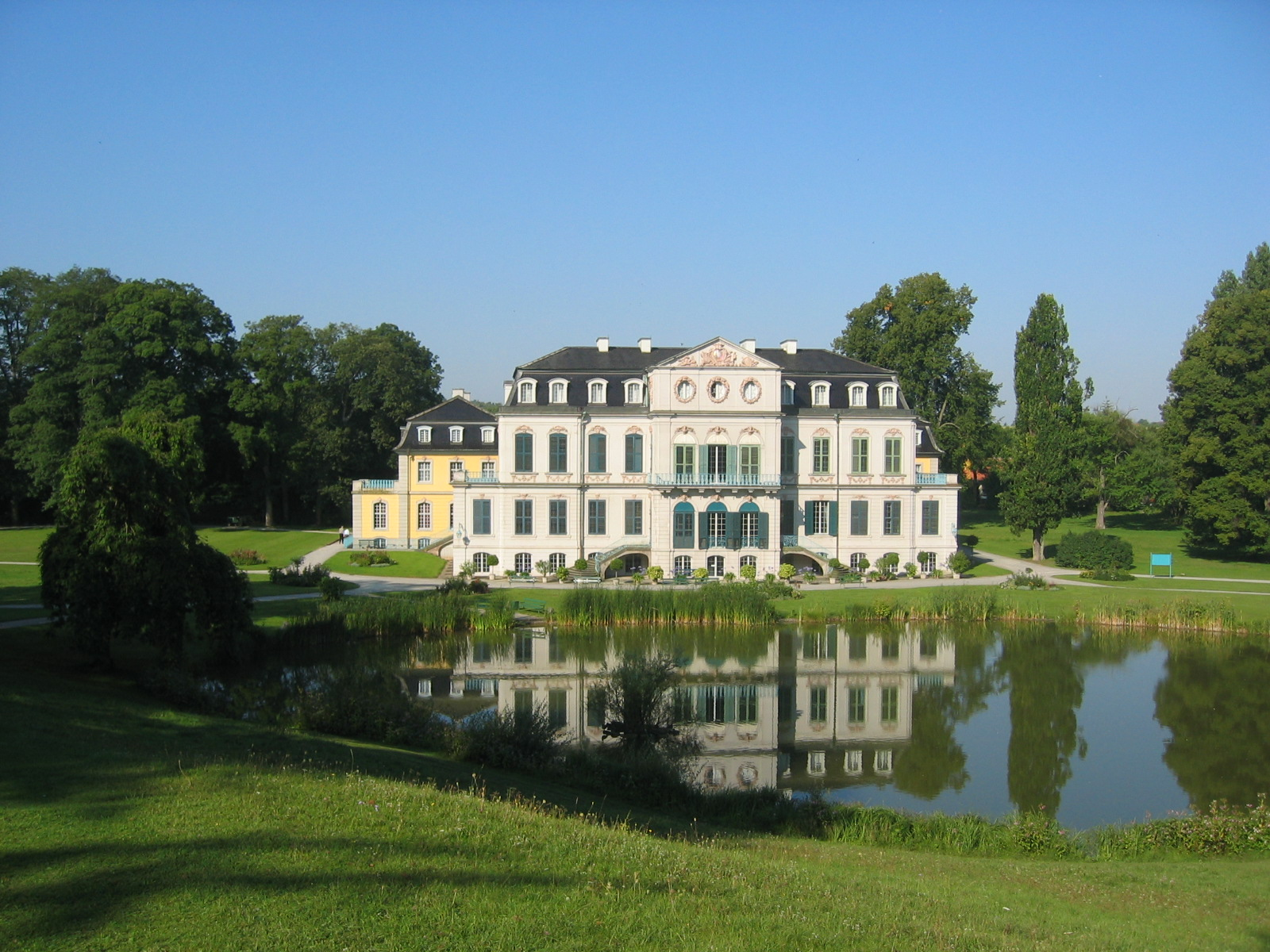
Palacio de Wilhelmsthal (1743-1761), en Calden, cerca de la ciudad de Kassel

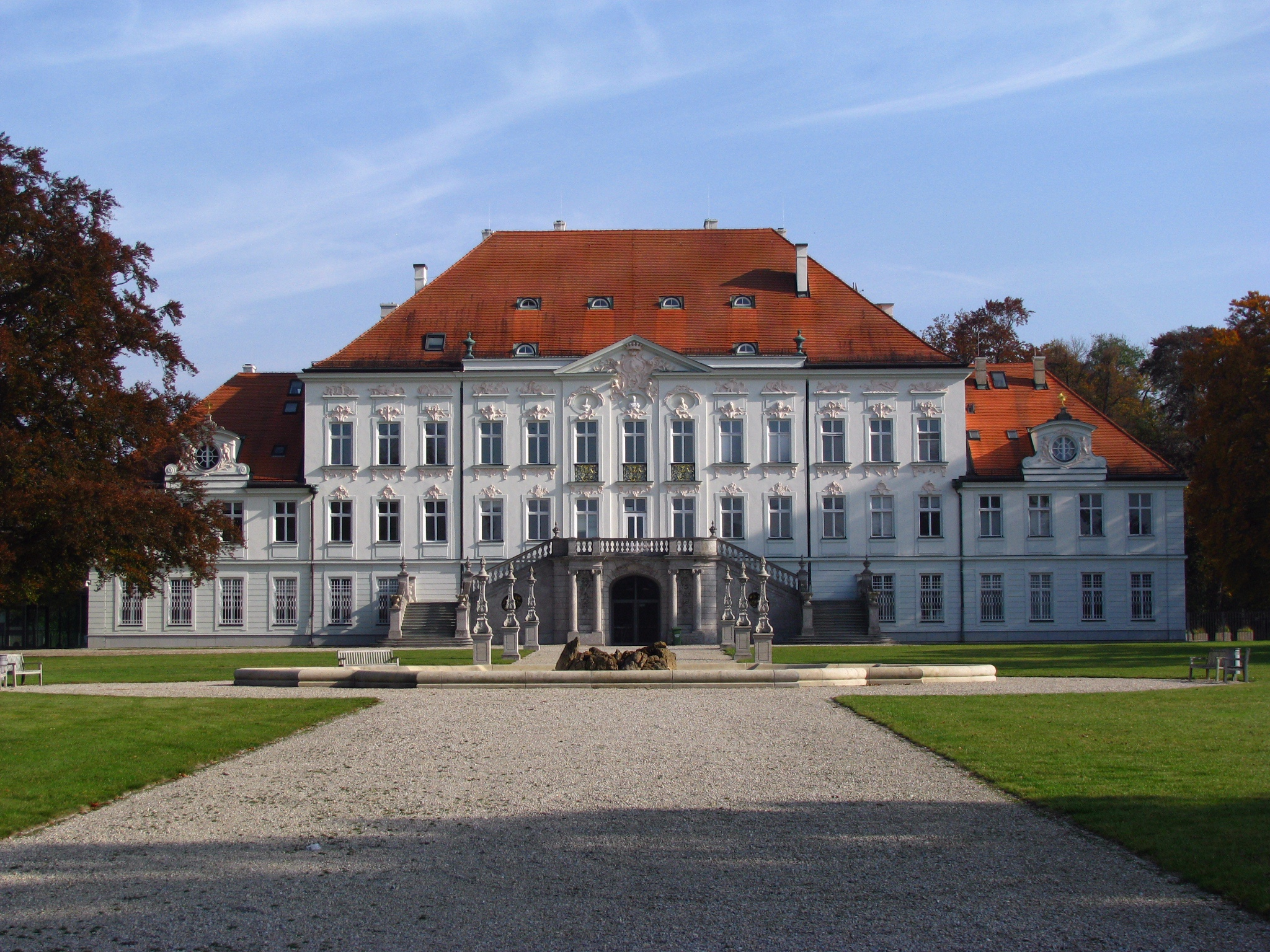
Reconstrucción del palacio de Haimhausen (1745-1750), un antiguo palacio barroco del para el conde Sigmund von Haimhausen

El período de construcción en la corte de Baviera terminó provisionalmente en 1742, cuando el príncipe elector Carlos Alberto fue coronado emperador del Sacro Imperio Romano Germánico. Unos días después de la coronación, Baviera fue ocupada por las tropas austriacas. En 1745, cuando murió Carlos Alberto, la situación militar, económica y financiera de la corte electoral parecía desesperada. Sin embargo, su sucesor Maximiliano III José (r. 1745-1777) logró ratificar en el mismo año la paz separada de Füssen, pero solo el Tratado de Aix-la-Chapelle (1748) puso fin a la guerra de sucesión austriaca. Durante ese período económico no hubo grandes proyectos de arte o de edificios nuevos, con muy pocas ocupaciones para los artistas adscritos a la corte; Cuvilliés permaneció hasta 1750 sin el más mínimo encargo de la corte. Por otro lado, fue Johann Baptist Gunetzrhainer (1692-1763) y no Cuvilliés quien sucedió a Effner en 1745 como maestro en jefe de los edificios de la corte. Los motivos de la dimisión de Cuvilliés fueron su desconocimiento del alemán, la falta de presencia en los edificios de la corte y también su aparente aversión por los viajes por motivos de salud. Prefería estar en casa y dibujar. Para Cuvilliés, a quien no se le pagaba un salario desde 1742, las dificultades financieras de la corte fueron también un problema.

### La publicación de grabados
Durante esos años, Cuvilliés se dedicó de nuevo intensamente al dibujo. Entre 1738 y 1754 hizo publicar (inicialmente como autor-editor) dos series de grabados de gran formato que comprendían un total de 50 volúmenes, cada uno de ellos con 6 hojas, sobre decoración de interiores de habitaciones con elementos de diseño, como paneles de pared, techos, muebles y objetos decorativos de hierro forjado. Para el trabajo de grabado, ejecutado a partir de sus dibujos, dio preferencia a su alumno Karl Albert von Lespilliez (1723-1796). Una tercera serie, después de 1756, fue terminada y completada por su hijo François Cuvilliés el Joven (1731-1777), quien agregó la representación de algunos edificios realizados por su padre. Con sus primeros volúmenes, Cuvilliés no solo buscaba el éxito económico como editor, que lamentablemente no alcanzó, sino sobre todo un medio que le permitiera, al tiempo que le dejaba total libertad de expresión artística, evolucionar con los artistas de París del momento, como Juste-Aurèle Meissonnier (1695-1750), Jacques de Lajoue (1687-1761), Jean Mondon hijo (muerto en 1749) y muchos otros, que hacían publicar series comparables de grabados, representando cartouches y ornamentos destinados a servir como modelos de estilo. En esos libros de ornamentos, se ve el desarrollo en la década de 1730 de un nuevo estilo cuyo leitmotiv era la forma rocaille: una forma asimétrica, esquiva, rítmica y fluctuante, basada en conchas, cascadas, curvas en «C» y en «S», y alas de murciélago. A veces, esta ornamentación enmarca escenas caprichosas o bucólicas, a veces reemplaza a los bastidores arquitectónicos, o bien, con sus formas fluidas y difusas, toma el lugar de la arquitectura de estructura estática y trazo geométrico.
Fue gracias a esos grabados de ornamentos, publicados en Augsburgo, que difundieron el estilo rocaille (1730-1745), y, en particular, por iniciativa de Cuvilliés, quien fue uno de los primeros en importar la rocalla en sus grabados, que los artistas del sur de Alemania avanzaron en esas nuevas formas y desarrollaron un rococó colorido, a veces fantástico e indudablemente popular. Aquí, contrariamente al uso francés, la forma rocaille se talló en madera y estuco. A mediados de siglo, la ornamentación se convirtió en el género preeminente y la rocalla en el motivo de decoración más común. Influenciado tanto por ejemplos franceses como por los artistas bávaros de su entorno, sin dejar de evolucionar sus trabajos anteriores, Cuvilliés creó al mismo tiempo una variante propia del estilo rococó, un rococó cortesano muy minucioso, que pudo manifestarse por primera vez en la construcción de la nueva ópera, encargada por el príncipe elector Maximiliano III José (r. 1745-1777).

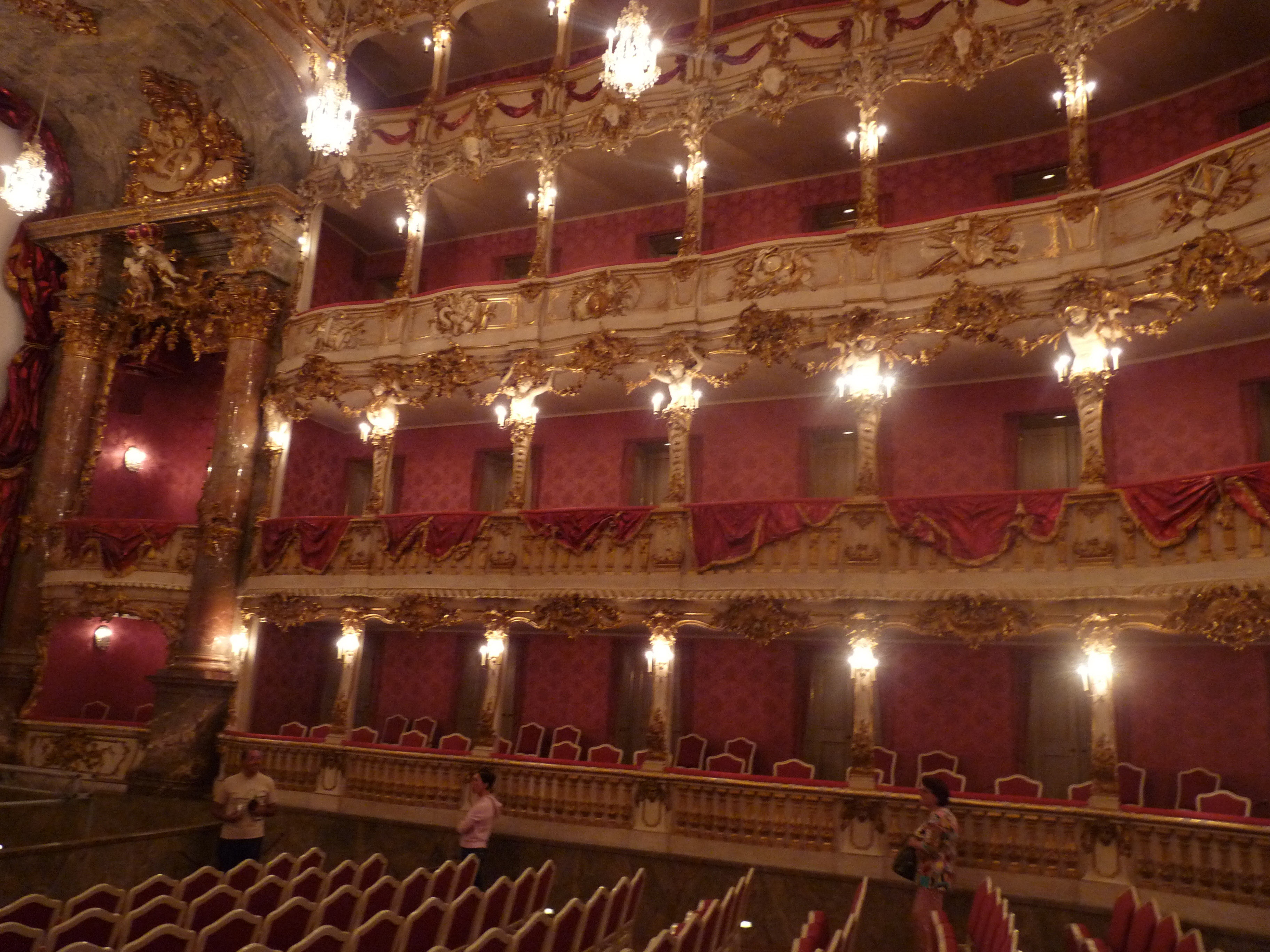
Teatro de la Residencia de Múnich

### El Teatro de Cuvilliés y los últimos años
Sin embargo, el elector recurrió de nuevo a Cuvilliés para la construcción, a partir de 1750, del "Residenztheater" después de un incendio. El teatro fue destruido por la guerra en 1944, pero el mobiliario interior, que había sido reubicado durante el conflicto, se reinstaló en otro lugar de la residencia y volvió a la vida; desde entonces, el antiguo teatro de la corte lleva el nombre oficial de su arquitecto. El «Teatro Cuvilliés» en la Residencia de Múnich, terminado en julio de 1755, sigue siendo la obra principal de este artista.
Poco antes, en 1749, Cuvilliés había realizado, a petición del landgrave Guillermo VIII de Hesse-Kassel, dibujos para erigir para él un nuevo teatro. Se conservan todavía dos planos y tres secciones acuareladas en los Archivos Nacionales de Hesse, en Marburgo. Aunque fue concebido para tener aproximadamente la mitad del tamaño de la Casa de la Ópera que se construyó posteriormente en Múnich, este teatro con balcones, con su palco principesco central, ya muestra los elementos esenciales de la disposición y también se encuentran, en particular, los motivos del ornamento. Según los bocetos, la sala debía dar una impresión muy bucólica, gracias al encuadre naturalista y al colorido de ciertos motivos decorativos, las guirnaldas de flores, por ejemplo, que destacan sobre el fondo blanco y dorado de las filas de palcos, y gracias a las palmeras que enmarcan los palcos y los cartuchos de rocalla que las coronan. Este teatro imaginado por Cuvilliés no se realizó y su rococó parecía un lujo reprochable, no apto para una ciudad marcada por el calvinismo.
De 1755 a 1756 incorporó en sus obras elementos del clasicismo y de la ornamentación italiana, influenciado por la Régence en Francia durante su segunda estancia en París y cuando asistió a la escuela de arquitectura de Jacques-François Blondel. Sin embargo, aún domina el componente bávaro, por lo que se le cuenta entre los grandes maestros del rococó alemán . El ingenio de sus soluciones de planos de planta, la elegancia de sus espléndidas decoraciones, la combinación de fantasía y gusto sutil, es insuperable. Después de regresar a la corte en Múnich, Cuvilliés fue llamado en 1756 para rediseñar el edificio principal del Palacio de Nymphenburg. Desde 1756 también trabajó en el castillo de Sünching. En 1758 diseñó los estucos de la sala de billar del Palacio Nuevo de Schleissheim.
Alrededor de 1759, Cuvilliés elaboró un proyecto para el rediseño del ̈Zwingergarten" de Dresde, incluida la construcción de un nuevo palacio residencial, que no se llevó a cabo. El último trabajo de Cuvillié fue la finalización de la fachada de la iglesia de los Teatinos frente a la Residenz en Múnich (1765-1768). François de Cuvilliés falleció en Múnich el 14 de abril de 1768.
Con la estufa Castrol (Castrol Herd) (o Topfherd, estufa de olla; el nombre Castrol se deriva de la palabra francesa casseroles, cacerolas), Cuvilliés diseñó la primera estufa con un hogar cerrado y una placa perforada en el techo (instalada alrededor de 1735 en la cocina de Amalienburg en el parque del palacio de Nymphenburg).

## Obras

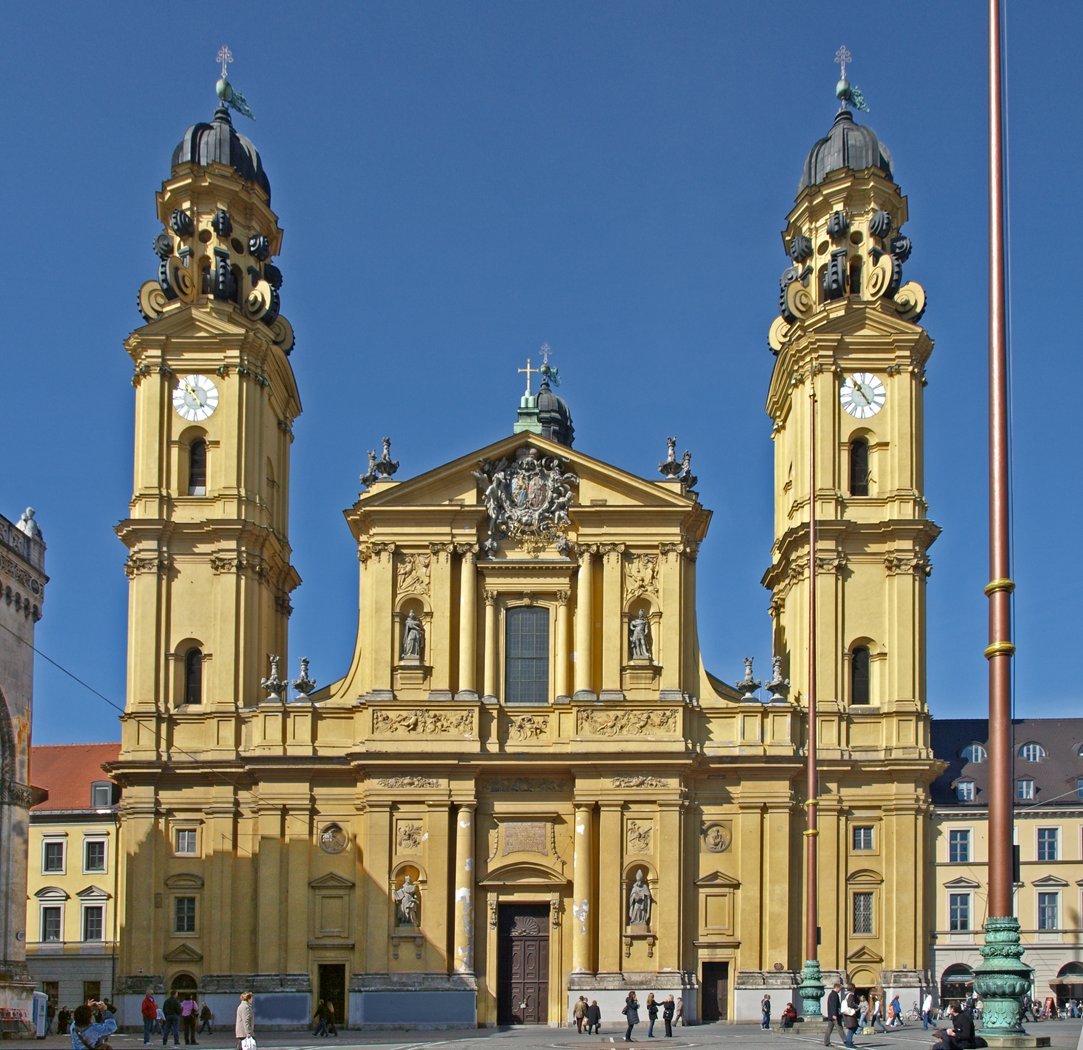
Fachada de la iglesia de los Teatinos, Múnich, acabada por Cuvilliés (1765-1768)

- Palacio de Augustusburg (Patrimonio de la Humanidad), Brühl (1728-1740)
- Pabellón de Falkenlust (Patrimonio de la Humanidad), en Brühl (1729)
- Palacio Piosasque de Non en Múnich (1729)
- Palacio Holnstein, en Múnich (1733-1737)
- Iglesia de la abadía de Schäftlarn (1733-1740), terminada de 1751 a 1760 por Johann Georg Gunetzrhainer y Johann Michael Fischer.

- Pabellón de Amalienburg, en el parque de Nymphenburg (1734-1739)

- Ampliación y decoración de la Residencia de Múnich, incluidas las Reichen Zimmer (habitaciones ricas) (1730-1737)
- Reconstrucción del palacio de Haimhausen  (1743-1750), un antiguo palacio barroco del siglo XVII reconstruido en estilo rococó, para el conde Sigmund von Haimhausen, industrial y político.
- Palacio de  Wilhelmsthal en Calden (Hesse), cerca de Kassel (1744)
- Teatro Cuvilliés, en las inmediaciones de la Residencia de Múnich (1751-1753)
- Fachada de la  iglesia de los Teatinos, Múnich (1765-1768)